# Pinball (datorspel)
Pinball (ピンボール) är ett flipper-TV-spel till NES, baserat på Game & Watch-spelet från 1983 med samma namn.

### Fotnoter
1. 1 2 3  ”Pinball”. NES DB. 28 februari 1984. Arkiverad från originalet den 26 april 2014. https://web.archive.org/web/20140426235440/http://www.nesdb.se/game_more.php?id=1148&rid=1. Läst 25 april 2014.